# Marcin Bielski

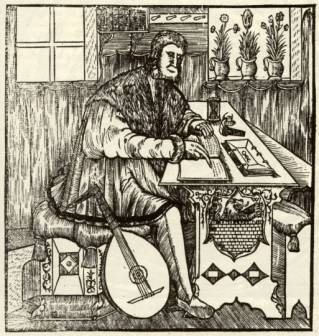
Marcin Bielski. Holzschnitt eines anonymen Illustrators aus dem 16. Jahrhundert

Marcin Bielski (Aussprache [Marzin Bjelski]; * 1495 im Dorf Biała bei Pajęczno, in der heutigen Wojewodschaft Łódź; † 18. Dezember 1575 ebenda) war ein polnischer Historiker und Dichter zur Zeit der Renaissance.

## Leben
Bielski gehörte als Adliger der Wappengemeinschaft Prawdzic an. Er war zunächst Höfling des kleinpolnischen Magnaten Piotr Kmita Sobieński und stand im Militärdienst der polnischen Krone. Er nahm 1531 an der Schlacht bei Obertyn gegen das Fürstentum Moldau teil. Nach einem Studium an der Jagiellonen-Universität betätigte sich Bielski als Dichter und Historiker.
Er wurde in seinem Geburtsort Pajęczno begraben. Aus einer Ehe hinterließ er einen leiblichen Sohn, Joachim Bielski (1540–1599), der das väterlich-berufliche Erbe fortsetzte, zudem  königlicher Sekretär war.

## Literarisches Schaffen
Bielski war von großer Produktivität und zog als einer der ersten polnischen Intellektuellen bei seinen gelehrten Werken die polnische Sprache dem im 16. Jahrhundert immer noch als Gelehrtensprache verbreiteten Latein vor. Berühmt ist seine Sammlung von Biographien bekannter Philosophen (Zywothy Philozophow), vor allem aber seine Weltchronik (Kronika wszystkyego swyata), die nach seinem Tod von seinem Sohn ergänzt und fortgeführt wurde. Wegen dieses Werkes gilt Bielski als Nachfolger von Jan Długosz (1415–1480), der die Geschichte als eigenständiges Wissensgebiet in Polen eingeführt hatte. Hier verbreitete er unter anderem die These, die Szlachta – und damit er selbst – würden von den antiken Sarmaten abstammen, die sich die gefügigen Slawen untertan gemacht hätten. Durch diesen rassenideologischen Ursprungsmythos sah er die Herrschaft des republikanischen Adelsstandes im Königreich Polen und Großfürstentum Litauen über die Masse der übrigen  nichtadligen Bevölkerung legitimiert. Der Literaturnobelpreisträger Czesław Miłosz schätzte, die Qualität der Bielski-Weltchronik würde „zwischen den volkstümlichen Phantasien der damaligen „Schundliteratur“ – was allerdings der zeitgenössischen „Lehre“ entsprach, besonders im Bezug auf fremde, exotische Länder – und gelehrter Forschung“ liegen. Bielski verfasste auch eine Abhandlung über die Kriegskunst (Sprawa rycerska) stammt aus seiner Feder, die heute als bedeutende Quelle für die Entwicklung des polnischen Heerwesens gilt, sowie zahlreiche andere Werke. Nach seinem Tod wurden mehrere satirische Dichtungen Bielskis herausgegeben, darunter
Seym mayowy („Der Sejm im Mai“), Seym niewiesci („Der Sejm der Frauen“) und Sen mayowy...pustelnika („Der Traum eines Eremiten im Mai“).

## Werke
- Zywothy Philozophow, to iest mędrczow nauk przyrodzonych. Y też innych mężow, cnotami ozdobionych ku obyczajnemu nauczaniu człowieka każdego..., 1535
- Kronika wszystkyego swyata, 1551, 1554, 1564 Online
- Kronika polska, Kraków, 1597 Online
- Sen mayowy pod gayem zielonym yednego pustelnika, 1586
- Seym niewieści, 1586
- Rozmowa nowych prorokow dwu baranow o yedney głowie ..., 1587
- Sprawa rycerska Online